# Fonds d'investissement pour le développement économique et social
Le Fonds d'investissement pour le développement économique et social (FIDES) est un organisme français, créé par une loi du 30 avril 1946, qui était chargé d'encourager le développement économique et social des territoires d'outre-mer (TOM) de l'Union française.
Le FIDES consiste en une planification des investissements en Afrique, et permet notamment la création de nombreuses institutions scientifiques et médicales en Afrique, mais également des ponts, des chemins de fer, des infrastructures portuaires, et contribue globalement à la modernisation de l’Afrique.
Il a été remplacé par le Fonds d'aide et de coopération (FAC) par un décret du 27 mars 1959.